# Wisdom Tree
 (décembre 2019).
Si vous disposez d'ouvrages ou d'articles de référence ou si vous connaissez des sites web de qualité traitant du thème abordé ici, merci de compléter l'article en donnant les références utiles à sa vérifiabilité et en les liant à la section « Notes et références ».
 (décembre 2019).
Wisdom Tree est un développeur et distributeur américain de jeux vidéo chrétiens non pourvus de licence, pour NES, Super Nintendo, Game Boy, PC, Mac, et Mega Drive. Le siège social de cette société est situé dans le comté non incorporé de Pima, à Tucson en Arizona. Wisdom Tree est né des vestiges de Color Dreams, l'une des premières entreprises à contourner la puce d’authentification 10NES de Nintendo sur la NES.

## Histoire
À la fin des années 1980, Color Dreams étaient les plus grands producteurs de jeux dépourvus de licence pour la NES, mais à cause des pressions de Nintendo, Color Dreams a rencontré des difficultés à trouver des distributeurs. Bien que Color Dreams n’enfreigne aucune loi en se retirant du système de licence de Nintendo avec sa solution de contournement de la puce d'authentification de Nintendo, Nintendo a voulu empêcher d'autres entreprises de contourner leur système, car l'entreprise ne gagnait pas d'argent sur les jeux Color Dreams. Nintendo a alors menacé de stopper la vente de ses jeux aux détaillants qui vendraient des jeux NES sans licence. Une situation désavantageuse pour ces revendeurs qui ne pouvaient pas se permettre d’arrêter leur collaboration avec Nintendo. Color Dreams a ainsi eu beaucoup de difficultés à accéder au marché de la vente au détail et a décidé de travailler en dehors des réseaux traditionnels de distribution de la NES. Le fonctionnement, la qualité et la jouabilité des jeux Color Dreams ont souvent été critiqués et gardent mauvaise réputation.
En 1990, Color Dreams réfléchit à la conception de jeux sur des thèmes bibliques. À l'époque, il y avait peu de jeux religieux sur consoles. Color Dreams a trouvé un marché plus adapté pour eux et non visé par les pressions de Nintendo. En effet il s’avéra que les distributeurs qui se sont intéressés à leurs jeux sont des magasins non spécialisés dans les jeux vidéo, telles les librairies chrétiennes.
À l'époque, ces librairies chrétiennes vendaient bien plus que des livres ; on pouvait y trouver également des films religieux, de la musique contemporaine chrétienne, et d'autres produits. Le marché restait ouvert aux jeux vidéo. Afin de convaincre ces magasins de vendre des jeux religieux, Color Dreams, à travers sa nouvelle filiale Wisdom Tree (qui survivra longtemps après la disparition de sa société mère) a travaillé dur pour promouvoir ce nouveau genre de jeux vidéo. Wisdom Tree a envoyé aux librairies chrétiennes une démo du jeu Bible Adventures, basé sur une compilation de 3 jeux, ainsi que des cassettes VHS expliquant le fonctionnement du jeu. Ces vidéos promotionnelles ont montré le bien-fondé des librairies chrétiennes en utilisant des phrases telles que : « Ce jeu favorise l'alphabétisation biblique et enseigne aux enfants la Bible pendant qu'ils jouent à un jeu vidéo 'amusant et passionnant', similaire au style du célèbre Super Mario Bros. ». Ces efforts se sont révélés être payants en fin de compte, et Color Dreams a non seulement été capable de trouver un nouveau réseau de distribution pour ses jeux, mais également de lancer un nouveau genre de jeux vidéo. Le label Wisdom Tree est devenu leader de ce marché.

## Les jeux
Les titres de Wisdom Tree ont toujours un thème chrétien, et sont souvent vendus dans les librairies chrétiennes et leurs semblables. La plupart des jeux ont essayé de raconter des histoires bibliques de façon intéressante aux yeux des enfants d'une génération tournée vers les jeux vidéo. Fait intéressant, la plupart de leurs jeux étaient déjà sortis sous la marque Color Dreams, le titre et le thème ont dû dès lors être modifiés. Un catalogue des produits Wisdom Tree montre des captures d'écran de Joshua et la bataille de Jericho affichant un jeu à défilement latéral qui utilise le système de Bible Adventures. Le jeu utilisait le moteur de jeu Crystal Mineset/Exodus engine[réf. nécessaire].
Le premier jeu conçu en tant que Wisdom Tree a été Bible Adventures, une compilation trois-en-un qui a emprunté beaucoup d'éléments de jeu trouvés dans Super Mario Bros. 2, appliqués à trois différentes histoires de la Bible : Noé qui rassemblait des animaux pour l'Arche, sauver le bébé Moïse des hommes du Pharaon, et, rejouer l'histoire de David et Goliath. Le jeu s'est vendu à 350 000 exemplaires,, encourageant l'entreprise à continuer dans ce type de jeux.
D'autres jeux de Wisdom Tree comprenant Exodus (une nouvelle version du jeu Crystal Mines de Color Dreams, avec à l'intérieur l'histoire des 40 ans d'errance du peuple israélite dans le désert), King of Kings: The Early Years (semblable à Bible Adventures, mais maintenant il décrit trois événements du début de la vie de Jésus Christ) et Bible Buffet (un "jeu vidéo sur écran" avec des quiz bibliques). Ils ont sorti également Spiritual Warfare, un jeu d'action-aventure dans un style similaire à The Legend of Zelda, sous un thème religieux (le joueur, en tant que soldat d'infanterie de l'armée du Seigneur, est chargé de sauver les âmes de la population païenne, en utilisant les fruits de l'Esprit). L'entreprise s'est également chargée du portage de certains de ces jeux pour Mega Drive et Game Boy, ainsi que des programmes de lecture de la Bible (les deux versions de la Bible du roi Jacques et NIV) pour la Game Boy. Leur titre Sunday Funday, une nouvelle version du jeu de Color Dreams sortie en 1995 Menace Beach, est l'une de leurs dernières sorties commerciales NES sortie aux États-Unis.
Wisdom Tree a reçu une distinction pour avoir créé la seule cartouche non officielle pour Super Nintendo qui ait été vendue commercialement, Super 3D Noah's Ark. Dans cette conversion du moteur de jeu de Wolfenstein 3D le joueur incarne Noé, qui essaye de calmer les animaux agités de l'arche en lançant sur eux des fruits contenant des somnifères. Sa forme (la seule cartouche américaine SNES à ne pas utiliser la coque standard fabriquée par Nintendo) ressemble aux cartouches Game Genie et Sonic and Knuckles, avec au sommet de la cartouche un port laissez-passer ; le jeu doit contenir une cartouche officielle Nintendo, car cela permet au jeu de contourner la protection anti-copie de la Super Nintendo.
Le jeu King of Kings: The Early Years a reçu dans GameSpy la mention des « Sept Jeux de Noël qui vous font détester Noël », en raison d'une jouabilité approximative et du grotesque d'esquiver les « crachats d'acide de chameaux ».
Plusieurs de ces jeux ont été testés par l'Angry Video Game Nerd.

## Activité actuelle
Wisdom Tree est toujours actif aujourd'hui sur le marché des jeux vidéo religieux. L'entreprise a sorti un système de jeu vidéo sur téléviseur tout en un qui inclut sept de leurs jeux NES. Plus récemment, ils ont sorti Heaven Bound, un jeu 3D plus moderne sur PC. Ces jeux sont produits sous Gamestudio (Joseph et Galilee Flyer), et utilisent les modèles par défaut fournis avec le logiciel. Tous les jeux NES de Wisdom Tree sont disponibles sur leur site web officiel dans la section d'arcade via vNES, un  émulateur NES basé sur Java.